# Експериментальний кіноцентр
Експериментальний кіноцентр (Експериментальний центр кінематографії італ. Centro sperimentale di cinematografia (CSC)), або Італійська національна кіношкола, був заснований у 1935 році з метою просування мистецтва кіно та кіноіндустрії.

## Історія
Експериментальний кіноцентр, що є найстарішою кіношколою (кіноінститутом) Західної Європи, був заснований у Римі в 1935 році стараннями Луїджі Фредді, глави Генеральної дирекції у справах кінематографії при міністерстві друку і пропаганди уряду Беніто Муссоліні. Одним з ініціаторів створення кіношколи був видатний кінознавець, кінокритик і кінематографіст Умберто Барбаро, який у 1936—1948 роках займав посаду директора Експериментального кіноцентру.
З часу свого виникнення і до наших днів школа фінансується італійським урядом і зосереджена на освітній, дослідницькій, видавничій діяльності і теорії кіно. Експериментальний кіноцентр є найважливішою установою Італії для навчання, досліджень і експериментів в царині документального, художнього та анімаційного кіно.

## Призначення
Діяльність експериментального кіноцентру спрямована на вдосконалення кіномистецтва, кінематографічних і аудіовізуальних технологій, для чого слугують Фонд, Національна кіношкола та Національний кіноархів.
Адміністративна будівля Національної кіношколи розташована в Римі. Тут читаються трирічні курси для підготовки кваліфікованих акторів, режисерів, сценаристів, художників-постановників, сценографів, костюмерів, кінооператорів, звукорежисерів, фахівців з виробництва та монтажу фільмів.

## Навчання
Розташована поблизу кіностудії «Чінечітта», школа навчає своїх студентів упродовж трьох років, використовуючи технологію зйомки на 35-міліметрову кіноплівку. Конкурс серед вступників дуже високий: у кожен клас зараховується тільки 6 студентів.

## Відомі випускники
Багато прославлених діячів італійського та світового кінематографа навчалися майстерності в Експериментальному кіноцентрі, у тому числі:

### Режисери
- Сільвано Агості[it]
- Мікеланджело Антоніоні
- Франческа Аркібуджі
- Марко Беллоккьо
- Фаусто Бріцці[it]
- Велько Булаїч
- Карло Вердоне
- Паоло Вірдзі
- Емідіо Греко[it]
- Джузеппе Де Сантіс
- П'єтро Джермі
- Луїджі Дзампа
- Доменіко Дістіло[it]
- Ліліана Кавані
- Фолько Квілічі[it]
- Умберто Ленці
- Нанні Лой
- Франческо Мазеллі
- Сальваторе Мереу[it]
- Габрієле Муччіно
- Джузеппе Петітто[it]
- Ерос Пульєллі[it]
- Роберта Торре[it]
- Роберто Фаєнца[it]
- Стено (Стефано Вандзіна)
- Крістіан Філіппелла

### Актори
- Джорджо Альбертацці
- Аліда Валлі
- Клаудія Кардінале
- Андреа Чеккі[it] (італ. Andrea Checchi)
- Карла дель Поджо
- Лу Кастель (був виключений)
- Енріко Ло Версо[it] (італ. Enrico Lo Verso)
- Доменіко Модуньйо
- Франческа Нері
- Лоренцо Рикельмі

### Кінооператори
- Нестор Альмендрос
- Філо Брегстейн[nl] (нід. Philo Bregstein)
- Паскуаліно Де Сантіс
- Вітторіо Стораро